# Rudolph Albert Cleveringa (1821-1903)
Rudolph Albert Cleveringa (Appingedam, 12 april 1821 - 's-Gravenhage, 11 januari 1903) was een Nederlandse burgemeester.

## Leven en werk
Cleveringa, telg uit het geslacht Cleveringa, werd in 1821 in Appingedam geboren als zoon van de secretaris van het zijlvest der Drie Delfzijlen en latere burgemeester van Appingedam Johannes Quintinus Cleveringa en van Henrietta Paulina van Swinderen. Hij studeerde rechten aan de universiteit van Groningen en promoveerde aldaar in 1847. In 1853 werd hij benoemd tot burgemeester van Noordbroek als opvolger van de in september 1852 op jonge leeftijd verdronken Gijsbert Reinders. In 1856 volgde zijn benoeming tot burgemeester van Zuidbroek. In 1877 beëindigde hij zijn loopbaan als burgemeester. Hij maakte vervolgens de overstap naar een functie bij het Openbaar Ministerie met als standplaats Winschoten. Bij Koninklijk Besluit kreeg hij in 1894 op zijn verzoek eervol ontslag uit deze functie.
Cleveringa trouwde op 19 november 1857 te Zuidbroek met Ida Wildervanck. Hij overleed in januari 1903 op 81-jarige leeftijd in 's-Gravenhage.